# U-58 (1939)
U-58 — малая немецкая подводная лодка типа II-C для прибрежных вод, времён Второй мировой войны. Заводской номер 256.
Введена в строй 4 февраля 1939 года. С 4 февраля 1939 года была приписана к 5-й флотилии, с 1 января 1940 года входила в 1-ю флотилию, с 1 января 1941 года входила в 22-ю флотилию, с 1 июля 1944 года входила в 19-ю флотилию. Совершила 12 боевых походов, потопила 6 судов (16 148 брт), 1 вспомогательное военное судно (8 401 брт). 3 мая 1945 года затоплена экипажем в порту города Киль.